# 人はなんで生きるか
「人はなんで生きるか」は、レフ・トルストイがロシアに古く伝わる民話や伝説を材に取った改作群の中で、最も有名な作品の一つである。
「一部の人だけではなく、全ての人に理解される為に簡素な表現で分かり易く書かねばならない。」という主張の元、1年間に渡って何度も推敲を重ねた力作。1882年に完成。後期の作品は宗教色の強いものと看做されることが多く、この作品も御多分に漏れず、宗教色の強いものと言える。
なお、日本語題の「なんで」は「なぜ」ではなく「何によって」の意味である。

## 梗概
一人の貧しい靴屋が礼拝堂の壁にもたれた素っ裸の男を拾った。その男、ミハイルは、綺麗な体と優しくかわいらしい顔をしているが素性を明かさない。靴屋の家に引き取った後、ミハイルは何処へも出ず、余計な口も利かず、寡黙に仕事をこなし、5年経っても笑顔をたった2度見せただけだった。ある日、客として来た婦人と2人の女の子の話を聞いて、ミハイルは3度目に笑った。そして婦人達が暇を告げた後、靴屋の家族に語る。神に与えられた「人間の中にあるものは何か、人間に与えられていないものは何か、人間はなんで生きるか」という三つの命題の回答を得られた旨、天使である自分が神の罰を受けた経緯を話してミハイルは天に昇る。家には靴屋の家族だけが残された。

## 日本語訳
- 中村白葉訳「人はなんで生きるか」（岩波文庫『トルストイ民話集 人はなんで生きるか 他四篇』収録）  ISBN 4-00-326191-7